# Miezmaj (rzeka)
Miezmaj (ros. Мезмай), potocznie Miezmajka (ros. Мезмайка) – rzeka w europejskiej części Rosji, prawy dopływ rzeki Kurdżyps. Przepływa przez rejon apszeroński, w Kraju Krasnodarskim.
Długość rzeki – 14 km. Powierzchnia zlewni – 62,2 km².

## Informacje ogólne
Miezmaj przepływa przez rejon apszeroński. Uchodzi do Kurdżypsu we wsi Miezmaj.